# ستون السواری

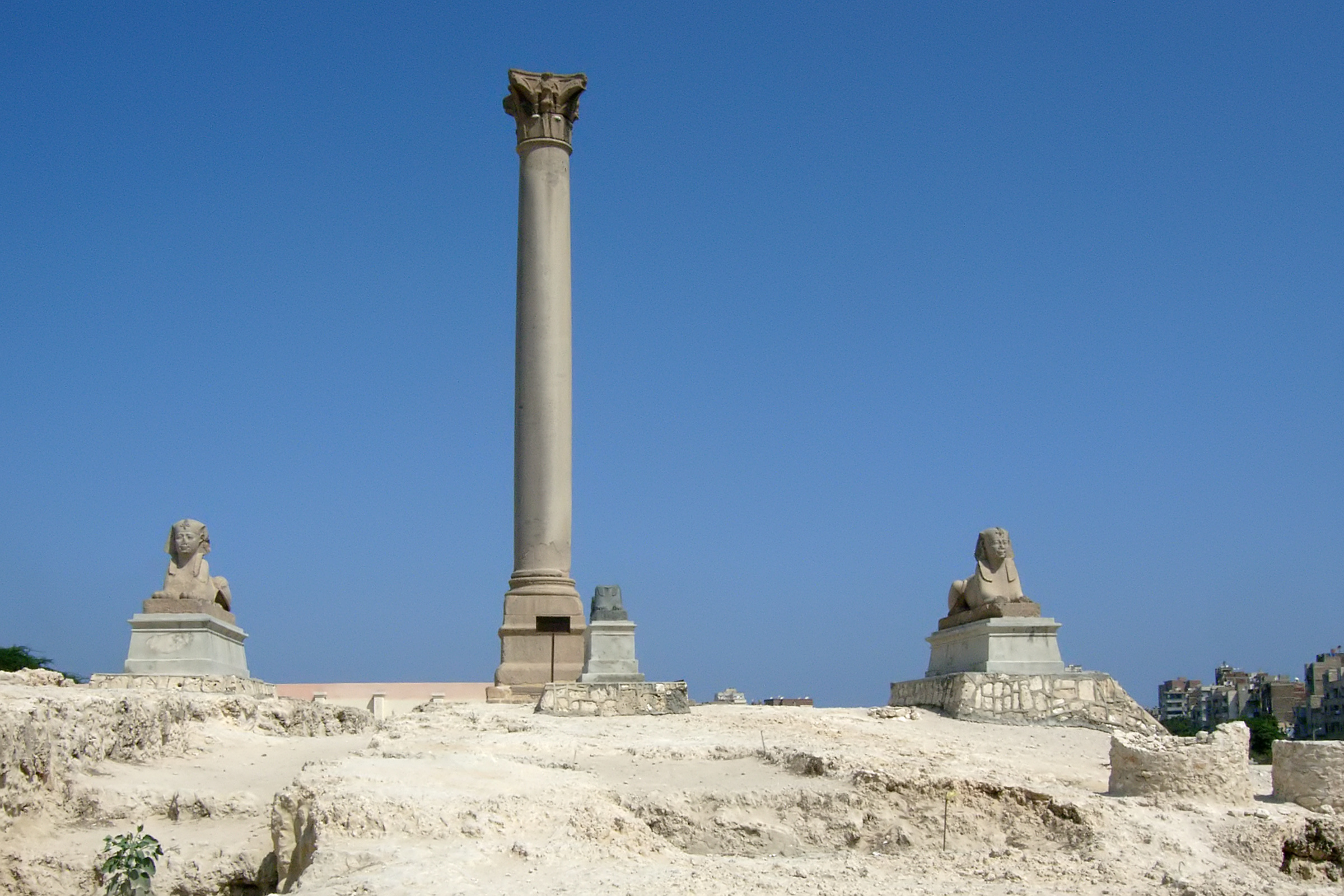
ستون السواری

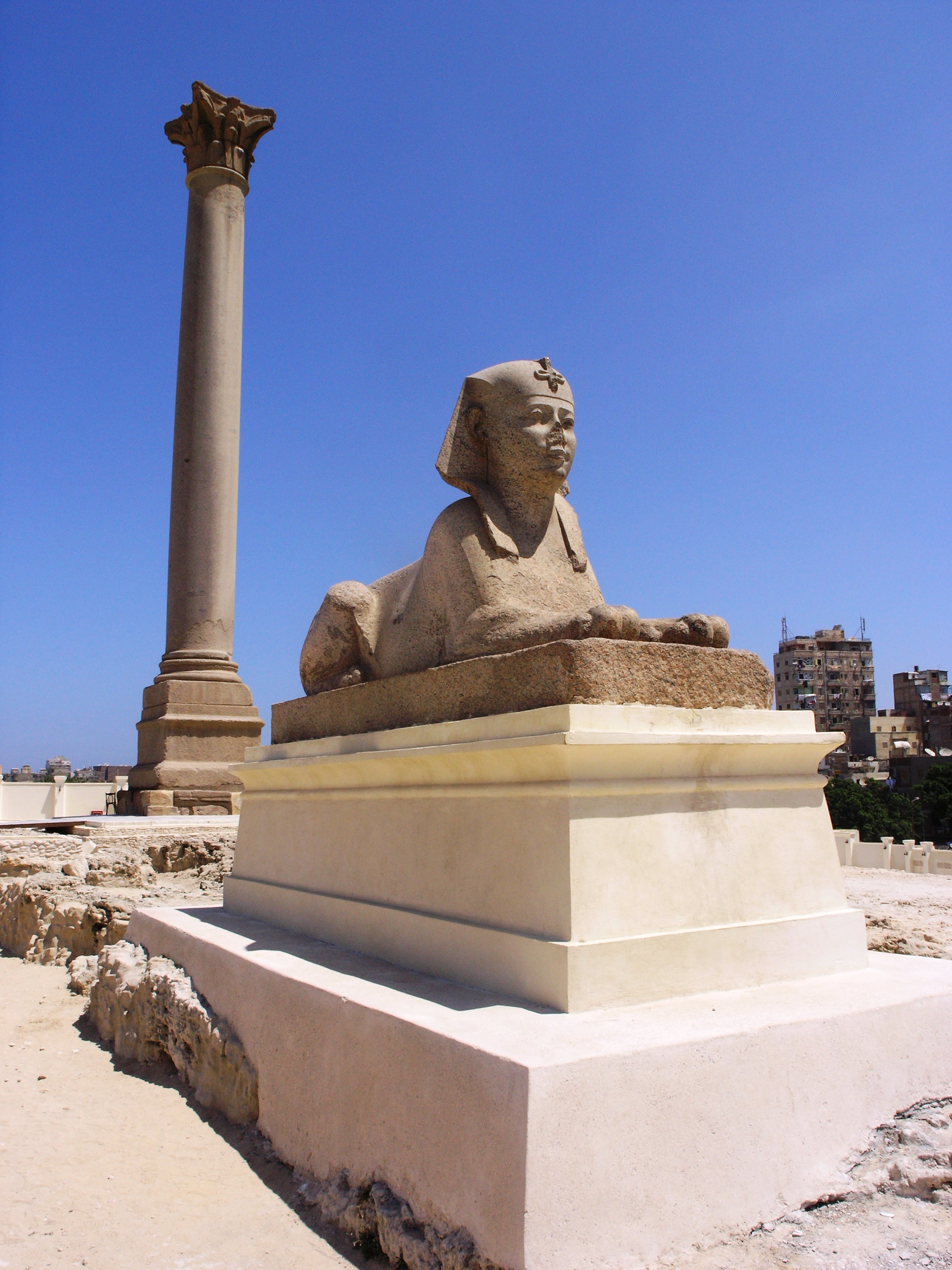

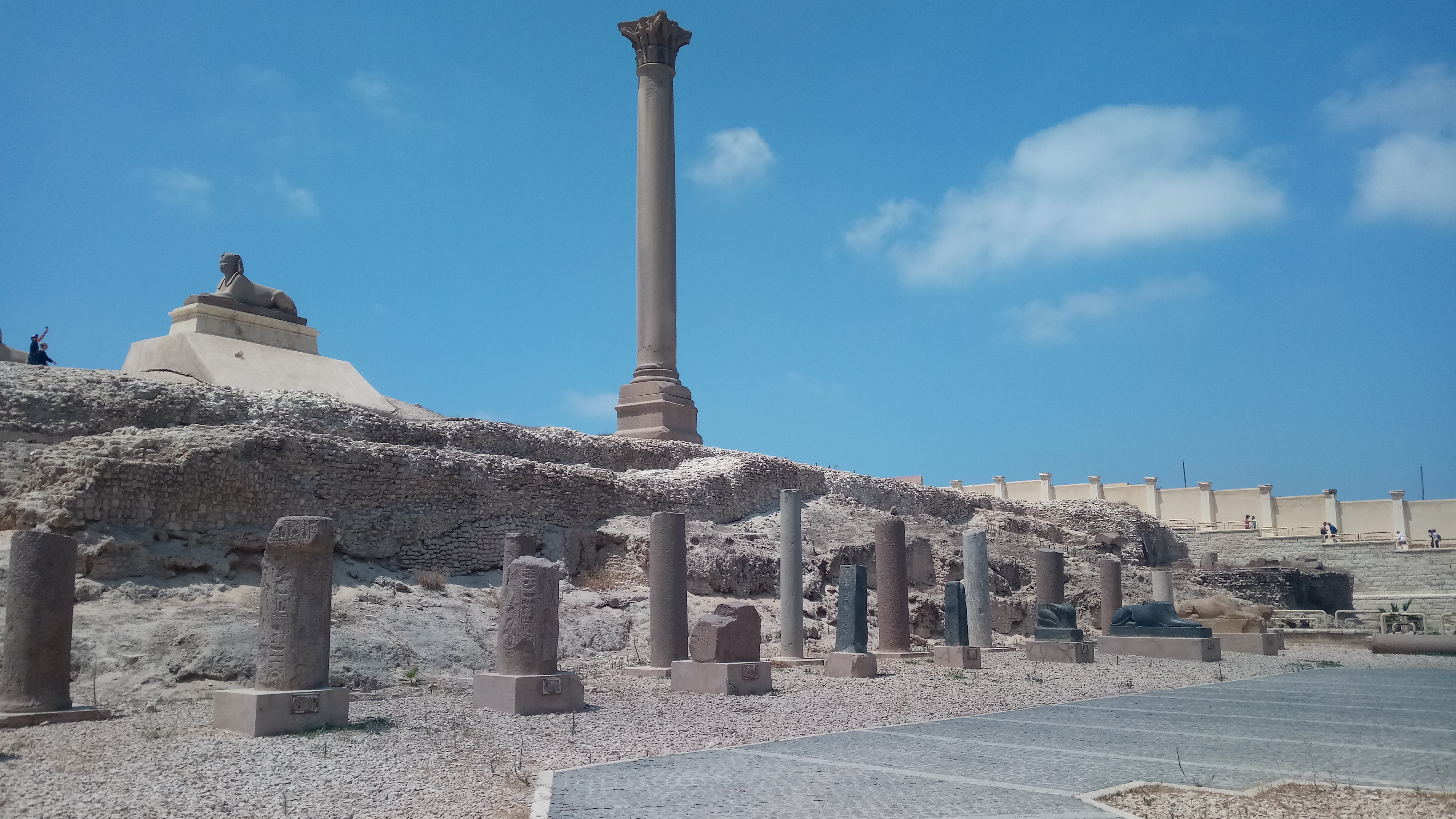

ستون السواری (عربی: عمود السواری، انگلیسی: Pompey's Pillar) یک ستون پیروزی رومی در قسمت شرقی اسکندریه مصر است که به افتخار امپراطور رومی دیوکلتیان بین سال‌های ۲۹۸ تا ۳۰۲ میلادی بنا شده‌است. ابن بطوطه نیز در سفرنامه خود به این ستون اشاره کرده ولی از تاریخچه آن خبر نداشته است.